# Temblak (broń)

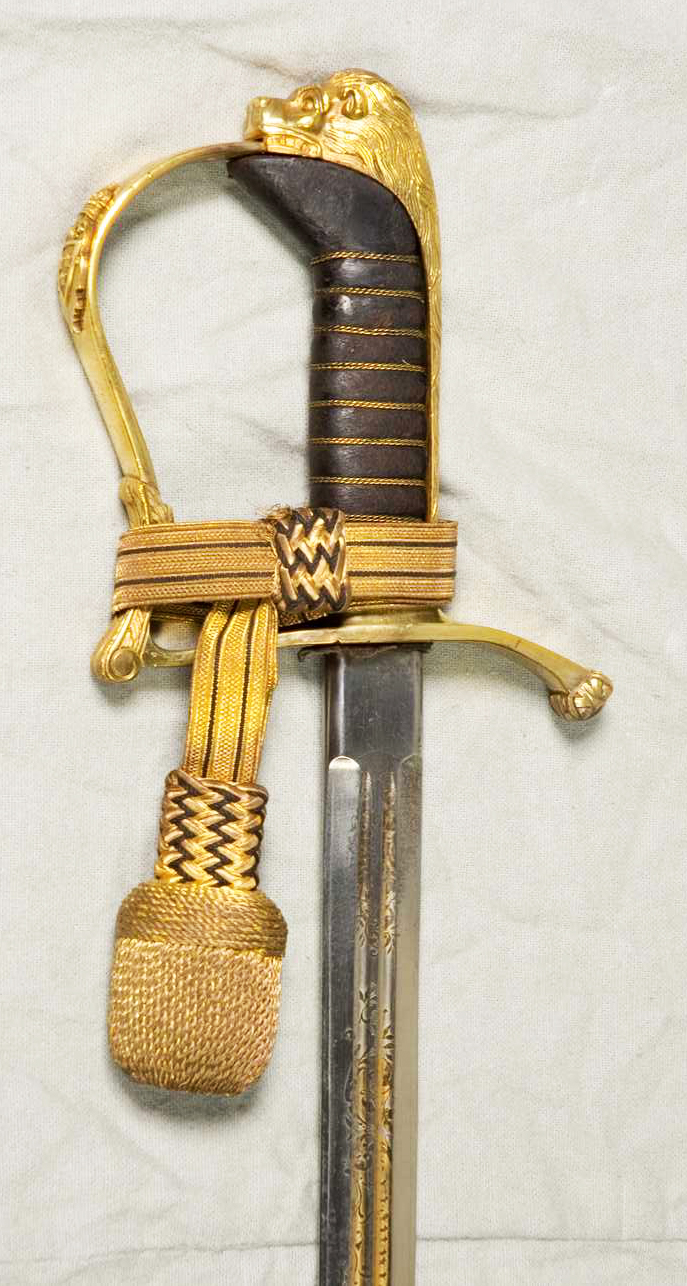
Temblak M1797 zawiązany na szwedzkiej szabli oficera piechoty M1899

Temblak (od tur. temlik) – taśma łącząca broń białą z kiścią dłoni użytkownika, z czasem sprowadzona do roli ozdoby lub rodzaju dystynkcji wiązanej na broni.
Początkowo temblaki były prostymi skórzanymi rzemieniami używanymi głównie przez kawalerzystów w celu zabezpieczenia przed upuszczeniem broni, zapewnienia pewniejszego chwytu oraz do zawieszania broni. Z czasem zatraciły swoją funkcję praktyczną przybierając formę zdobionej taśmy z chwostem o walorach ozdobnych.
W Polsce temblak znany był także pod nazwą temlak (np. wg regulaminu z 1785 r.), a jego ozdobna odmiana używana przez oficerów nosiła nazwę felcecha.